# Йердален, Тор Асле
Тор Асле Йердален (норв. Tord Asle Gjerdalen; род. 3 августа 1983, Хёнефосс, Бускеруд) — норвежский лыжник, участник двух Олимпийских игр, чемпион мира 2011 года в эстафете и бронзовый призёр в коньковом марафоне, победитель этапа Кубка мира. Специализируется в дистанционных гонках.

## Карьера
В кубке мира Йердален дебютировал в 2004 году, в декабре 2008 года одержал свою первою, и пока единственную, победу на этапе Кубка Мира в составе эстафеты. Кроме победы на сегодняшний момент имеет 7 попаданий в тройку лучших на этапах Кубка мира, 2 в личных гонках и 5 в командных.
На Олимпиаде-2006 в Турине занял 17-е место в дуатлоне 15+15 км и 15-е место в гонке на 50 км коньком.
На Олимпиаде-2010 в Ванкувере принимал участие в двух гонках: в гонке на 15 км коньком стал 28-м, а в дуатлоне 15+15 км занял 19-е место.
Кроме того, принимал участие в чемпионате мира 2009 года, стартовал в дуатлоне на 30 км и в масс-старте на 50 км и занял соответственно 14-е и 20-е места.
Трижды подряд (рекордное количество раз подряд), в 2015—2017 годах побеждал в 70-километровом марафоне в Италии — на знаменитой «Марчелонге».
Использует лыжи производства фирмы Atomic, ботинки и крепления Salomon.